# Саліу Сісс
Саліу́ Сісс (фр. Saliou Ciss, нар. 15 вересня 1989, Дакар) — сенегальський футболіст, захисник французького «Валансьєнна».
Насамперед відомий виступами за «Тромсе», а також збірну Сенегалу.

## Клубна кар'єра
Розпочав займатися футболом в сенегальському клубі «Діамбарс».
У 2010 році разом з одноклубником Кара Мбоджі уклав контракт з норвезьким клубом «Тромсе». У Тіппелізі Сісс дебютував 5 травня 2010 року, вийшовши на заміну в матчі проти «Бранна» (1:0). У сезоні 2010 року сенегалець відіграв 13 матчів, більшість з яких починав на лаві запасних. На наступний рік Сісс міцно зайняв місце на лівому фланзі оборони «Тромсе», взявши участь у 20 іграх. 30 червня 2011 року Сісс дебютував у єврокубках у матчі кваліфікації Ліги Європи УЄФА проти латвійської «Даугави (Даугавпілс)» (5:0).  Свій перший м'яч у чемпіонаті Норвегії Саліу забив 18 вересня 2011 року у ворота «Стремсгодсета» (2:0), відкривши рахунок у матчі.
26 серпня 2013 року Саліу перейшову французький «Валансьєнн». Сума трансферу склала 500 000 €. У Лізі 1 сенегалець дебютував 31 серпня 2013 року в матчі проти «Лор'яна» (0:1). 
Влітку 2017 року контракт Сісса з «Валансьєнном» завершився і він на правах вільного агента став гравцем «Анже» на умовах трирічного контракту. Проте у новому клубі не зміг пробитися до основного складу, і провівши за команду лише 4 гри у чемпіонаті, на початку 2018 року погодився повернутися до «Валансьєнна», який на півроку орендував свого колишнього гравця.

## Виступи за збірну
Протягом 2011—2012 років залучався до складу молодіжної збірної Сенегалу, разом з якою грав на молодіжному чемпіонаті Африки 2011 року, де його команда зайняла 4 місце і отримала путівку на Олімпійські ігри. Всього на молодіжному рівні зіграв у 7 офіційних матчах.
Влітку 2012 року захищав кольори олімпійської збірної Сенегалу на Олімпійських іграх 2012 року у Лондоні. На Олімпіаді Саліу взяв участь в трьох матчах, в тому числі і в чвертьфінальній зустрічі проти мексиканців, в якій сенегальці поступилися лише в додатковий час.
14 листопада 2012 року дебютував в офіційних іграх у складі національної збірної Сенегалу у товариському матчі проти збірної Нігеру. Наразі провів у формі головної команди країни 15 матчів.
| Дата       | Місто         | Господарі        | Результат               | Гості        | Турнір                                      | Голи | Примітки |
| ---------- | ------------- | ---------------- | ----------------------- | ------------ | ------------------------------------------- | ---- | -------- |
| 14/11/2012 | Ніамей        | Нігер            | 1 – 1                   | Сенегал      | товариський матч                            | -    |          |
| 31/5/2014  | Буенос-Айрес  | Колумбія         | 2 – 2                   | Сенегал      | товариський матч                            | -    |          |
| 13/10/2015 | Алжир (місто) | Алжир            | 1 – 0                   | Сенегал      | товариський матч                            | -    |          |
| 13/11/2015 | Антананаріву  | Мадагаскар       | 2 – 2                   | Сенегал      | Відбір до ЧС 2018                           | -    |          |
| 17/11/2015 | Дакар         | Сенегал          | 3 – 0                   | Мадагаскар   | Відбір до ЧС 2018                           | -    | 84'      |
| 3/9/2016   | Дакар         | Сенегал          | 2 – 0                   | Намібія      | Відбір до Кубка африканських націй 2017     | -    |          |
| 8/10/2016  | Дакар         | Сенегал          | 2 – 0                   | Кабо-Верде   | Відбір до ЧС 2018                           | -    |          |
| 12/11/2016 | Полокване     | ПАР              | 2 – 1                   | Сенегал      | Відбір до ЧС 2018                           | -    |          |
| 8/1/2017   | Браззавіль    | Лівія            | 1 – 2                   | Сенегал      | товариський матч                            | -    | 46'      |
| 11/1/2017  | Браззавіль    | Республіка Конго | 0 – 2                   | Сенегал      | товариський матч                            | -    |          |
| 23/1/2017  | Франсвіль     | Сенегал          | 2 – 2                   | Алжир        | Кубок африканських націй 2017 - 1-й етап    | -    |          |
| 29/1/2017  | Франсвіль     | Сенегал          | 0 – 0 д.ч. (4 - 5 п.п.) | Камерун      | Кубок африканських націй 2017 - чвертьфінал | -    | 86'      |
| 27/3/2017  | Париж         | Кот-д'Івуар      | 1 – 1                   | Сенегал      | товариський матч                            | -    | 64'      |
| 2/9/2017   | Дакар         | Сенегал          | 0 – 0                   | Буркіна-Фасо | Відбір до ЧС 2018                           | -    |          |
| 5/9/2017   | Уагадугу      | Буркіна-Фасо     | 2 – 2                   | Сенегал      | Відбір до ЧС 2018                           | -    |          |
| Усього     |               | Матчів           | 15                      |              | Голів                                       | 0    |          |

## Досягнення
- Срібний призер чемпіонату Норвегії: 2011
- Бронзовий призер чемпіонату Норвегії: 2010
- Переможець Кубка африканських націй: 2021
- Срібний призер Кубка африканських націй: 2019